# فیشر (تگزاس)
فیشر (به انگلیسی: Fischer) یک منطقهٔ مسکونی در ایالات متحده آمریکا است که در تگزاس واقع شده‌است.